# Marianna Csörnyei
Marianna Csörnyei (Budapest, Hungría, 8 de octubre de 1975) es una matemática húngara, profesora en la Universidad de Chicago. Es especialista en análisis real, teoría geométrica de la medida y análisis funcional no lineal geométrico. Demostró la equivalencia de las nociones de medida nula en espacios de Banach de dimensión infinita.

## Formación y carrera
Csörnyei recibió su doctorado en la Universidad Eötvös Loránd en 1999, bajo la dirección de György Petruska. Fue profesora del departamento de matemáticas del University College de Londres entre 1999 y 2011, y durante el curso 2009-2010 fue profesora visitante en la Universidad Yale. Desde 2011, es profesora en la Universidad de Chicago.
Es editora de la revista matemática Real Analysis Exchange.

## Premios y reconocimientos
Csörnyei ganó en 2002 el Premio Whitehead y el Premio Wolfson de la Royal Society. En 2008, recibió el Premio Philip Leverhulme en Matemáticas y Estadística por su trabajo en teoría geométrica de la medida.
Fue ponente invitada en el Congreso Internacional de Matemáticos de 2010.